# Chlorophonia flavirostris
La clorofonia dal collare giallo o tangara verde dal collare giallo (Chlorophonia flavirostris Sclater, 1861) è un uccello passeriforme della famiglia dei Fringillidi.

## Etimologia
Il nome scientifico della specie, flavirostris, nasce dall'unione delle parole latine flavus ("giallo") e roster ("rostro"), col significato di "dal becco giallo", in riferimento alla colorazione esibita da questi uccelli: il loro nome comune altro non è che la traduzione di quello scientifico.

## Descrizione

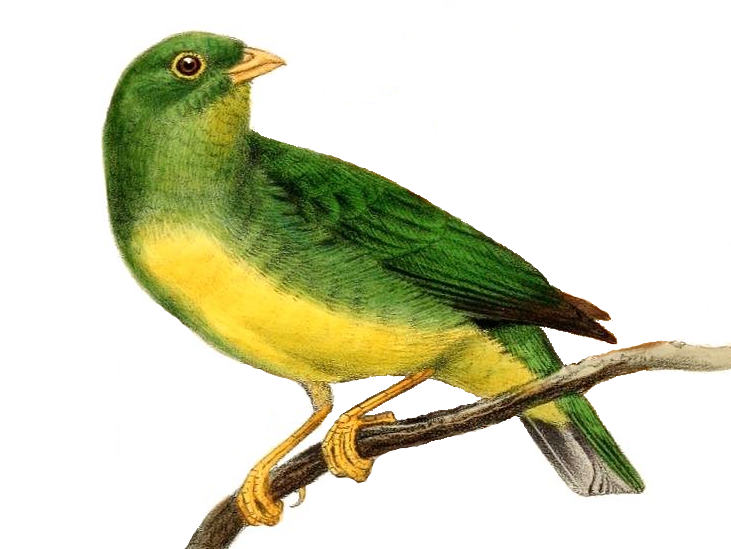
Illustrazione a cura di Joseph Smit.

### Dimensioni
Misura 10 cm di lunghezza, per 11-12,5 g di peso.

### Aspetto
Si tratta di un uccelletto dall'aspetto robusto e paffuto, munito di testa arrotondata, corto becco conico, ali appuntite e corta coda squadrata.
Il piumaggio è verde brillante su tutto il corpo, fatta eccezione per coda e remiganti (che si presentano bruno-nerastre con sfumature color cannella), di una banda dello stesso colore (orlata però di rosso-arancio) su ciascuna spalla e dell'area comprendente petto, lati del collo e parte superiore della groppa, che si presenta di colore giallo oro e dalla quale la specie prende sia il nome comune che il nome scientifico. Il dimorfismo sessuale è ben evidente, con le femmine sprovviste delle bande sulle spalle e caratterizzate da una minore estensione del colore giallo, che mostra inoltre tonalità meno vivace rispetto a quanto osservabile nei maschi.

In ambedue i sessi le zampe ed il becco sono di colore carnicino-giallastro, mentre gli occhi sono di colore azzurro chiaro con cerchio perioculare nudo ed anch'esso di colore giallo.

## Biologia
Questi uccelli hanno abitudini diurne e tendenzialmente solitarie, spostandosi al massimo in coppie e passando la maggior parte della giornata alla ricerca di cibo, muovendosi con circospezione fra il folto delle chiome degli alberi.

### Alimentazione
Si tratta di uccelli frugivori, la cui dieta si basa soprattutto sui fichi (che possono arrivare a costituire anche il 40% del cibo ingerito dalla tangara verde dal collare giallo), ma che comprende anche bacche e frutti di altre piante, nonché (sebbene in percentuale trascurabile) anche insetti ed altri piccoli invertebrati.

### Riproduzione
La clorofonia dal collare giallo è un uccello monogamo: il periodo riproduttivo comincia verso la fine di marzo, e le coppie collaborano sia nella costruzione del nido (che ha forma ovoidale, viene edificato su un ramo d'albero a una decina di metri dal suolo e si costituisce di rametti e licheni nella parte esterna, mentre la cavità interna è foderata di piumino e materiale morbido) che nell'alimentazione della prole, mentre la cova è a carico esclusivo della femmina, che però viene imbeccata dal maschio durante le due settimane d'incubazione. I pulli sono ciechi ed implumi alla schiusa, ma sono in grado d'involarsi attorno alle tre settimane di vita e possono dirsi indipendenti dopo circa un mese dalla nascita.

## Distribuzione e habitat
L'areale di questi uccelli va dall'estremità sud-orientale di Panama (regione del Darién) all'Ecuador centro-occidentale (provincia del Pichincha), attraverso le pendici occidentali delle Ande colombiane.
L'habitat della specie è rappresentato dalla canopia della foresta pluviale pedemontana e di pianura.